# Entre Rios do Sul
Entre Rios do Sul is een gemeente in de Braziliaanse deelstaat Rio Grande do Sul. De gemeente telt 3.087 inwoners (schatting 2009).